# Gubbo
Gubbo is een plaats in de gemeente Smedjebacken in het landschap Dalarna en de provincie Dalarnas län in Zweden. De plaats heeft 227 inwoners (2005) en een oppervlakte van 54 hectare. De plaats ligt op een ongeveer gelijke afstand van de stad Ludvika en de plaats Smedjebacken.